# Sääreotsa Kivinasu
Sääreotsa Kivinasu ist eine unbewohnte Insel, 40 Meter von der größten estnischen Insel Saaremaa entfernt. Die Insel liegt in der Landgemeinde Saaremaa im Kreis Saare. Sie liegt in der Bucht Kõiguste laht im Kahtla-Kübassaare hoiuala.
Sääreotsa Kivinasu ist 30 Meter lang und sieben Meter breit.